# Bellemeade
Bellemeade – miasto w Stanach Zjednoczonych, w stanie Kentucky, w hrabstwie Jefferson.